# グアラニー (通貨)
グアラニー（スペイン語:GUARANI、複数形は、GUARANIES グアラニエス）は、南米パラグアイ共和国の通貨であり、同国の先住民族「グアラニー族」がその語源となっている。

## 概要
スペインからの独立以前より流通していた「スペイン植民地レアル」( - 1813)・「アルゼンチン・レアル」(1813 - 1845) に替わる初の独自通貨として「パラグアイ・レアル」（以下、レアル）が1845年に制定されたものの、実際に発行されたのは額面1⁄12（1847年より1⁄24に減価）レアルの銅貨のみであった。1856年より「パラグアイ・ペソ」（以下、ペソ）の発行が開始され、新旧両貨幣の交換は「1ペソ=8レアル」の比率で実施されたが、1870年の十進法導入で基本通貨（ペソ）の1⁄100の価値を持つ補助通貨「センティモ」（1874年に「センタボ」に改称）が追加されるまで、旧レアル銅貨（1⁄24レアル=1⁄192ペソ)と額面がレアル建ての低額紙幣 ( - 1871) が補助通貨としての役割を事実上担っていた。なお、1944年にデノミで通貨単位が「100ペソ⇒1グアラニー」に切り下げられるまで、紙幣の印刷業務はパラグアイ国内の造幣工場で賄われていた。
インフレに伴う桁数の増加に対処する目的でデノミが繰り返されてきた他の南米諸国（ブラジルやアルゼンチンなど）とは対照的に、1944年より同じ通貨単位を使用していたパラグアイであったが、対米ドルで約25年間固定されていた「公定レート」（1US$=126グアラニー）の廃止で、従来より個人間取引を中心に幅広く用いられていた「自由レート」を基とする「変動レート」に外為相場が一本化された1985年以降から現在に至るまで、グアラニーの対ハードカレンシー（米ドルや日本円、旧西ドイツ・マルクなど）相場は徐々に下落（2011年2月現在、1US$=4600グアラニー前後で推移）、高額紙幣の追加発行や小額貨幣の廃止、硬貨への置き換えが随時実施された。

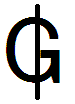
グアラニーのシンボル。手書きの場合は、線を斜めに書くことが多い（Gに/を重ねる）。

## 紙幣
2,000（基調色はマゼンタ）, 5,000（同じく橙色）, 10,000（同じく茶色）, 20,000（同じく明るい青）, 50,000（同じくベージュ）, 100,000（同じく緑色）グアラニーの6種類の額面が流通している。

## 硬貨
50（アルミニウム製）, 100, 500, 1,000（以上ニッケルメッキ鋼鉄製）グアラニーの4種類の額面が流通している。

## 5万グアラニー券強奪事件
グアラニー紙幣の印刷業務は、イギリスのデ・ラ・ルー社（2万グアラニー券のみドイツのギーゼッケ アンド デブリエント社）に委託されているため、欧州で印刷された紙幣は一旦ブラジルの大西洋沿岸を航路で経由してから、アスンシオン市のパラグアイ中央銀行へ陸路で輸送されている。2006年10月、欧州から届いた紙幣を積んでパラグアイに向かっていたトラックがブラジル側で襲撃を受け、5万グアラニー券約25万枚（当時の為替レートで2億5千万円相当）が強奪された。事件発生後、中央銀行は発券番号が「C」から始まる盗難紙幣（2005年発行の「Cシリーズ」）の無効化を宣言した。

## パラグアイのインフレ
近隣諸国の多くが悪性インフレに苦しんでいた1970年代にありながら、親日家としても知られていたアルフレド・ストロエスネル大統領による堅実な経済運営が功を奏し、インフレの抑制で一定の成果を上げていたパラグアイ経済も、1980年から1989年にかけては毎年30%前後の高インフレが持続するなど、綻びが次第に露呈（ただし、それでも同時期に大半の国々でハイパーインフレが進行していた南米大陸において最もインフレ率が低かった）。1990年の年率45%をピークにインフレは徐々に沈静化へと向かった（1996年以降は年率で2桁を切る年が多くなった）ものの、景気の恒常的な低迷や貧困の拡大など問題は山積しており、その前途は困難を極めている。

## デノミ計画の発表
2009年10月21日、パラグアイ中央銀行は同国の独立200周年記念事業の一環として2011年を目処に従来のグアラニー貨からゼロを3つ取り除いた新通貨「新グアラニー(Nuevo Guarani)」の導入を骨子としたデノミを行う予定であることを発表した。しかし、実施される予定であった2011年に入ってから急遽計画が撤回されたため、現在も従来貨の流通が継続している。なお、デザインが一新された紙幣・硬貨への段階的な移行や金種構成の見直しなど、将来のデノミを想定したものと思われる動きは計画の発表前よりあった。仮に1000分の1のデノミが2011年に実施されていた場合、日本円換算で2銭弱（0.018円）にまで目減りしていたパラグアイ貨の価値が18円前後に回復、主な国際通貨（米ドル・ユーロなど）への交換レートも従来の4桁から1桁に変更される予定だった。
計画（後に撤回）の骨子は以下の通り：
- 新旧両貨幣の交換比率は1新グアラニーにつき1,000旧グアラニーとする。
- 補助通貨単位「センティモ(Centimo)」の復活（1新グアラニー=100センティモ）。
- デノミの実施から2年間は新旧両貨幣の併用を認め、この期間に限り等価の旧紙幣とデザインが同一の紙幣（額面と通貨単位のみ差し替え）を暫定的に発行する。
- 新貨幣への移行が完了する2013年より、通貨単位から「Nuevo（新）」が削除された新しいデザインの紙幣の発行を開始。同時に通貨単位の正式呼称も旧貨幣と同じ「グアラニー(Guarani)」に改称する。
- 旧グアラニー時代末期の金種構成を継承し、紙幣6種類（2・5・20・50・20・100の各新グアラニー）・硬貨4種類（5・10・50の各センティモと1新グアラニー）の計10種類とする。

## 記号の符号位置
| 記号 | Unicode | JIS X 0213 | 文字参照         | 名称           |
| ---- | ------- | ---------- | ---------------- | -------------- |
| ₲    | U+20B2  | ‐          | &#x20B2; &#8370; | グアラニー記号 |